# 过山崖爬藤
过山崖爬藤（学名：Tetrastigma pseudocruciatum）为葡萄科崖爬藤属的植物。分布在中国大陆的海南等地，生长于海拔500米至800米的地区，见于山谷溪边林中，目前尚未由人工引种栽培。

## 别名
过山龙（海南）